# Gian Franco Gianotti
Gian Franco Gianotti (Torino, 30 gennaio 1942) è un filologo classico italiano.

## Biografia
Dopo la laurea in letteratura greca all'Università di Torino nel 1965, e dopo aver insegnato presso vari licei e negli atenei di Torino e Trieste, dal 1991 è professore ordinario di Filologia classica a Torino. Condirettore delle collane delle Edizioni dell'Orso "Culture antiche. Studi e testi" (con Adriano Pennacini e Pierluigi Donini), "Millennium" (con Antonio Aloni, Giovanna Garbarino ed Enrico Valdo Maltese) e "Minima Philologica" (con Lucio Bertelli), fa anche parte del comitato editoriale della rivista L'indice dei libri del mese ed è responsabile di unità locale all'interno del programma di ricerca di tipo interuniversitario "Scritture e testi dalla grecità arcaica all'impero latino d'Oriente", coordinato da Luciano Canfora. Socio corrispondente dal 2004 e socio residente dal 2008 dell'Accademia delle Scienze di Torino, ne è segretario della classe di Scienze morali, storiche e filologiche per il triennio 2009-2012.
Si è occupato di vari ambiti della classicità (con particolare attenzione anche all'analisi filologica dei testi) e dei suoi rapporti con la cultura moderna. Ha curato importanti edizioni, tra le quali si ricordano quelle relative alla Λακεδαιμονίων πολιτεία (Costituzione di Sparta) di Senofonte: Le Tavole di Licurgo prima e poi, sulla base della traduzione latina quattrocentesca di Francesco Filelfo, L'ordinamento politico degli Spartani.

## Opere principali
- Gian Franco Gianotti e Lucio Bertelli (a cura di), La società di Sparta. Antologia da Senofonte, Plutarco, Aristotele, Torino, Loescher, 1972. 2ª ed. 1985.
- Per una poetica pindarica, Torino, Paravia, 1975.
- Mito e storia nel pensiero greco, Torino, Loescher, 1976. 2ª ed. corretta 1981. 3ª ed. aggiornata 1986.
- Il canto dei greci. Antologia della lirica, Torino, Loescher, 1977 (13ª rist. 1990). ISBN 88-201-1409-7.
- "Dinamica dei motivi comuni", in Pierluigi Donini e Gian Franco Gianotti, Modelli filosofici e letterari. Lucrezio, Orazio, Seneca, Bologna, Pitagora, 1979, pp. 5–148.
- Gian Franco Gianotti e Adriano Pennacini, Società e comunicazione letteraria in Roma antica, 3 voll., Torino, Loescher, 1981. 2ª ed. rinnovata 1986. 3ª ed. rinnovata 1989.
- Gian Franco Gianotti e Adriano Pennacini, Storia e forme della letteratura in Roma antica, Torino, Loescher, 1982.
- Senofonte, Le Tavole di Licurgo (a cura di Gian Franco Gianotti, con una nota di Luciano Canfora), Palermo, Sellerio, 1985. 2ª ed. 1992. ISBN 978-88-389-0274-1.
- Romanzo e ideologia. Studi sulle Metamorfosi di Apuleio, Napoli, Liguori, 1986. ISBN 88-207-1495-7.
- Senofonte, L'ordinamento politico degli Spartani (a cura di Gian Franco Gianotti, con una nota di Luciano Canfora; testo greco a fronte, traduzione latina di Francesco Filelfo), Palermo, Sellerio, 1990. ISBN 978-88-389-0651-0.
- Il mestiere del poeta. Antologia dalla lirica greca e da Platone, Torino, Loescher, 1991. ISBN 88-201-0097-5.
- Marcella Guglielmo e Gian Franco Gianotti (a cura di), Filosofia, storia, immaginario mitologico (Atti del colloquio di Torino, 10-11 maggio 1996), Alessandria, Edizioni dell'Orso, 1997. ISBN 88-7694-291-2.
- Radici del presente. Voci antiche nella cultura moderna, Torino, Scriptorium, 1997. ISBN 88-455-6133-X.
- "Apuleio", in Italo Lana ed Enrico Valdo Maltese (a cura di), Storia della civiltà letteraria greca e latina, Torino, UTET, 1998, pp. 166–197. ISBN 88-02-05293-X.
- Giuseppina Magnaldi e Gian Franco Gianotti (a cura di), Apuleio. Storia del testo e interpretazioni, Alessandria, Edizioni dell'Orso, 2000. 2ª ed. aggiornata 2004. ISBN 88-7694-445-1.
- "La storiografia letteraria: il paradigma della letteratura latina", in Laura Casarsa, Lucio Cristante e Marco Fernandelli (a cura di), Culture europee e tradizione latina (Atti del convegno internazionale di studi di Cividale del Friuli, 16-17 novembre 2001), Trieste, Università, 2003, pp. 65–87. ISBN 88-8303-111-3. Consultabile sul sito dell'Università.
- Gian Franco Gianotti (a cura di), Tradizioni epiche e letteratura, Bologna, Il Mulino, 2011. ISBN 978-88-15-14922-0.